# Helenametra
Helenametra is een geslacht van haarsterren uit de familie Antedonidae.

## Soorten
- Helenametra perplexa A.M. Clark, 1966